# Wendelin Thannheimer
Wendelin Thannheimer (25 novembre 1999) è un combinatista nordico tedesco.

## Biografia
Wendelin Thannheimer, attivo dal settembre del 2015, ha esordito in Coppa del Mondo il 2 febbraio 2019 a Klingenthal in un'individuale Gundersen dal trampolino lungo (33º) e ai Campionati mondiali a Trondheim 2025, dove ha vinto la medaglia d'oro nella gara a squadre e si è classificato 10º nel trampolino lungo; non ha preso parte a rassegne olimpiche.

## Palmarès

### Mondiali
- 1 medaglia:
  - 1 oro (gara a squadre a Trondheim 2025)

### Coppa del Mondo
- Miglior piazzamento in classifica generale: 24º nel 2024